# 조냐 네프
조냐 네프(독일어: Sonja Nef, 1972년 4월 19일~)는 스위스의 전직 알파인 스키 선수이다. 올림픽에 2회 참가했으며 2002년 동계 올림픽에서 여자 슈퍼대회전 종목 동메달을 획득했다. 또한 세계 선수권 대회에서 금메달 1개를 획득했다.